# Natal Kolarič
Natal Kolarič (ilegalno ime Božo), slovenski politični delavec, * 24. december 1908, Korošči (ital. Colarich), Italija, † 13. junij ali 18. september 1944, Trst.

## Življenjepis
Natal Kolarič izučen čevljar je postal leta 1927 član Zveze komunistične mladine Italije ter 1928 član Komunistične partije Italije (KPI). Leta 1931 je emigriral v Jugoslavijo in potem v Francijo od koder ga je vodstvo KPI poslalo na delo v Julijsko krajino. V Gabrovici pri Komnu je organiziral tiskarno, ilegalne celice po slovenskem podeželju ter kmečke demonstracije v Kopru in Dekanih. Julija 1932 ga je fašistična oblast aretirala, posebno sodišče pa septembra 1933 obsodilo
na 12 let ječe. Leta 1937 je bil konfiniran na Pontinskih otokih  (Ponza in Ventotene). Avgusta 1943 se je vrnil v Trst, kjer je delal v deželnem vodstvu KPI in bil voditelj oboroženih akcijskih skupin. Maja 1944 je bil v italijanskem Tržiču ponovno aretiran, mučen v tržaškem zaporu (Rižarni) in usmrčen 13. julija v Rižarni ali ustreljen 18. septembra.